# Kayara
Kayara és una pel·lícula animada coproduïda entre el Perú i Espanya escrita i dirigida per Cessar Zelada amb codirecció de Dirk Hampel. Tracta sobre una jove que desafia a un patriarcal Imperi Inca quan vol ser chasqui. S'ha doblat al català.
La productora va utilitzar el programari de Blender per a animar la pel·lícula i la banda sonora va estar interpretada per l'Orquestra Simfònica de Budapest a càrrec del productor Toni Mir, a més d'incloure cançons en quítxua de Renata Flores.
Kayara es va estrenar a Ucraïna el 2 de gener de 2025, al Perú el 6 de març i als Estats Units el 30 d'aquest mes.